# Étang de Bolmon
L'étang de Bolmon est une lagune d'eau saumâtre située au sud-est de l'étang de Berre, dans le département des Bouches-du-Rhône en région Provence-Alpes-Côte d'Azur. 

## Géographie
L'étang de Bolmon est séparé de l'étang de Berre par le « cordon du Jaï », étroite langue de terre de 100  à   300 mètres de large, orientée nord-est - sud-ouest, longue de 6 kilomètres, et dont l'altitude ne dépasse nulle part 2 mètres. Il est bordé à l'est par la ville de Marignane, et au sud par la plaine de Châteauneuf-les-Martigues, dont il est séparé physiquement par le canal de Marseille au Rhône, qui le longe.

## Hydrographie

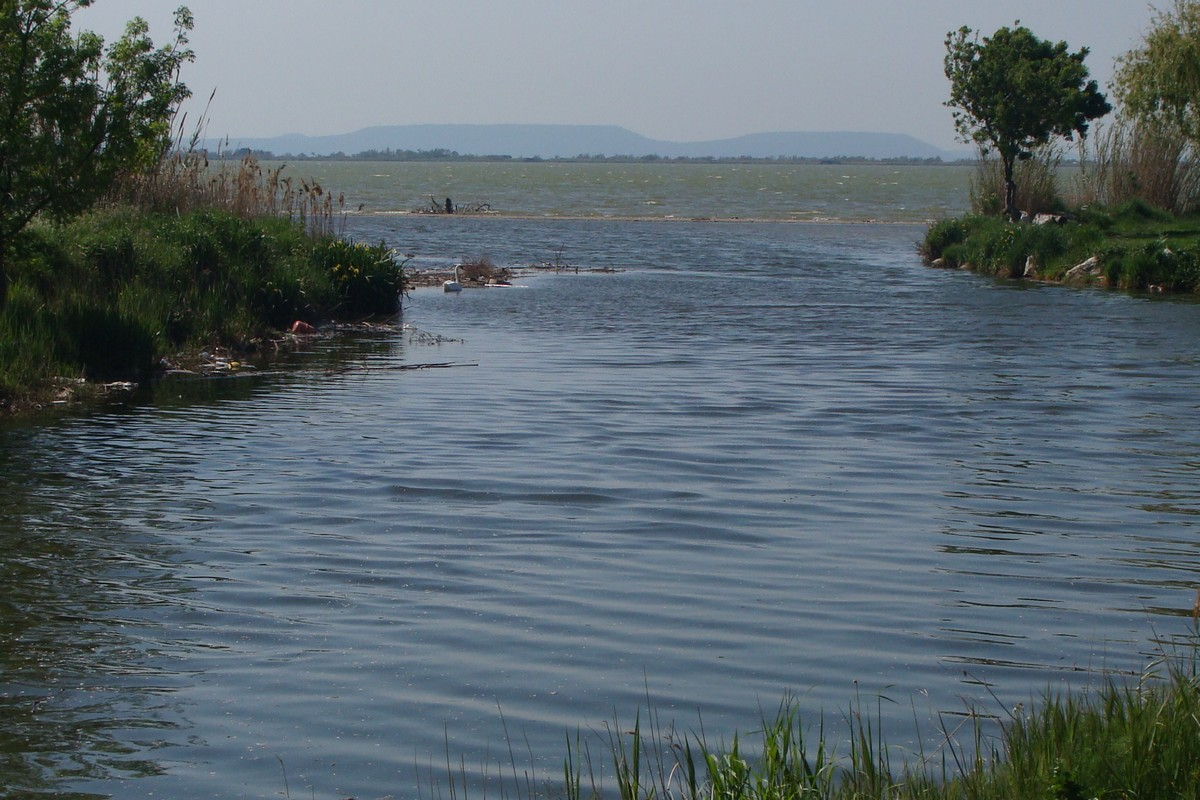
L'embouchure de la Cadière

L'étang est alimenté en eau douce par le ruisseau de la Cadière, fleuve côtier dont le débit annuel avoisine les 30 millions de mètres-cubes, soit une moyenne légèrement inférieure à un mètre-cube par seconde. Il communique avec l'étang de Berre (saumâtre) par trois étroits chenaux appelés « bourdigues », et avec le canal (lui aussi saumâtre) par quelques petites ouvertures dans la digue qui les sépare.
Il a une superficie de 578 hectares pour un volume d'eau de 8,3 millions de mètres-cubes. Sa profondeur maximale est de 2,6 mètres.
Son fond était autrefois couvert d'une épaisse couche de vase. La pollution de ces sédiments est significative. En 2002, elle était de 0,5 ppm pour le mercure, 2,9 ppm pour le cadmium, 49 ppm pour le plomb, 46,5 ppm pour le cuivre, 138 ppm pour le zinc. L'étang était aussi soumis à de forts apports en azote et en phosphore qui se traduisaient par une hyper-eutrophisation permanente.

## La protection du site
L'étang de Bolmon et ses espaces naturels périphériques constituent un « espace naturel sensible », au sens de l'article 146-6 de la loi Littoral, géré par le Conservatoire du littoral, qui en possède la plus grande partie. Il est classé zone naturelle d'intérêt écologique, floristique et faunistique (ZNIEFF), inscrit à l'inventaire national des zones humides, et classé en « site d'intérêt communautaire » Natura 2000. 

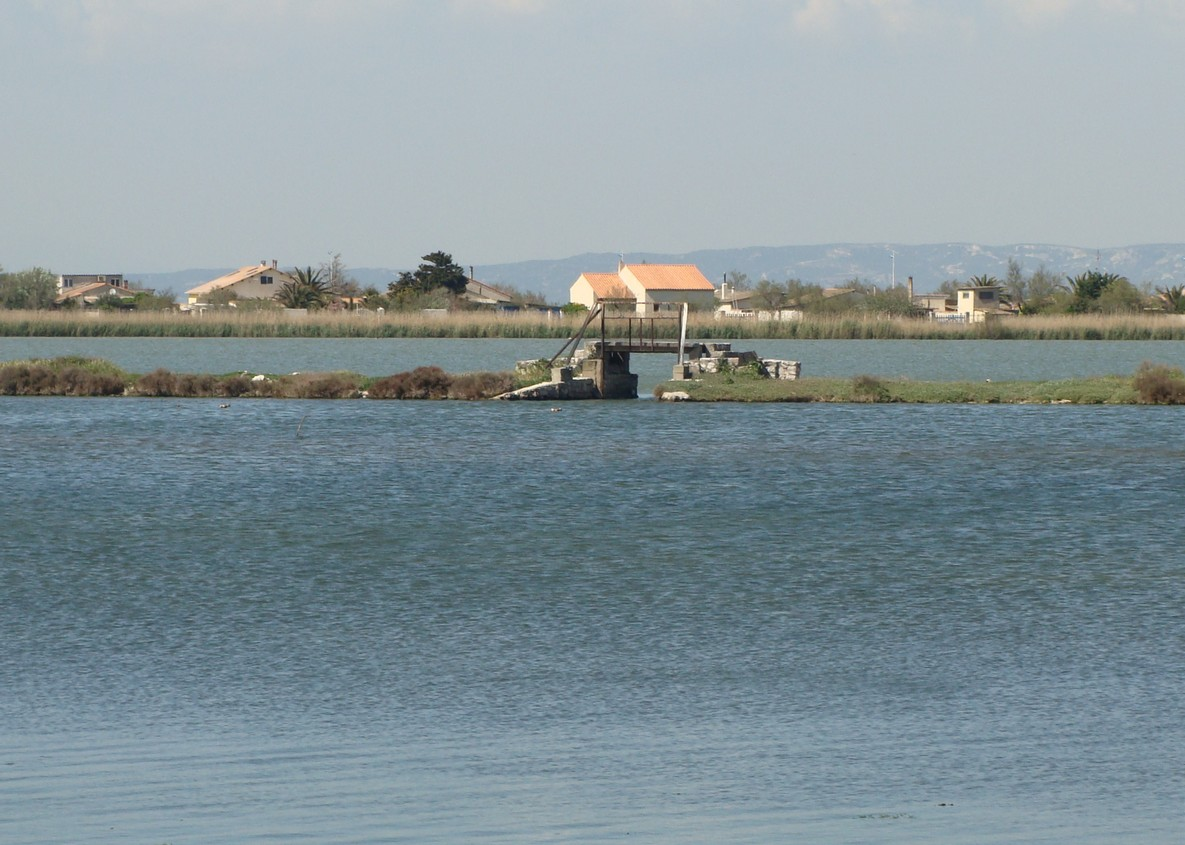
Le canal de Marseille longeant l'étang de Bolmon

En 1991, les communes riveraines, Marignane et Châteauneuf-les-Martigues, ont créé le « Syndicat Intercommunal du Bolmon-Jaï » (SIBOJAÏ). Le SIBOJAÏ a fait appel au Conservatoire du littoral pour assurer la protection foncière du site. Aujourd'hui, le conservatoire du littoral et le SIBOJAÏ coordonnent les actions de protection et de valorisation du site, en relation avec les autres propriétaires : communes riveraines et société Total. Le SIBOJAÏ a aménagé un sentier de découverte de l'étang de Bolmon et des zones humides et construit des observatoires pour observer les oiseaux d'eau.

## Faune
L'étang de Bolmon est avant tout un site d’hivernage et de repos d’oiseaux en cours de migration. 40 espèces y nichent chaque année et 250 espèces s’y reposent. Ce site a eu une grande réputation cynégétique avec ses mythiques battues aux foulques (appelées macreuses en Provence) ; on pouvait dénombrer jusqu'à 10 000 oiseaux sur l'étang, et le but était d'encercler les foulques en bateaux à rame, chose pas facile puisqu'un herbier immense recouvrait l'étang. Depuis la pollution a détruit l'herbier et les bandes de foulques ont disparu. On rencontre l'ensemble des canards présents en France et de plus en plus d'oies, en particulier l'oie cendrée. Malgré l'absence d'herbier, les migrateurs sont très présents et les prélèvements sont réguliers. De nombreuses espèces nichent, tels les canards siffleurs, chipeaux, souchets, nettes rousses et colverts. La chasse des anatidés peut être pratiquée grâce à la loi chasse de Dominique Voynet. La chasse traditionnelle à la hutte est pratiquée sur l'étang ; on dénombre environ 25 installations de chasse de nuit sur les communes de Marignane et de Châteauneuf.
En juillet 2019, une centaine de tonnes de poissons morts est ramassée. Les poissons ont vraisemblablement été victimes de la sécheresse et de la pollution.